# 大井川鉄道E31形電気機関車
もしかして
- 大井川鐵道E31形電気機関車

ではありませんか？